# Terminal Rodoviário de Estância
O Terminal Rodoviário de Estância  é um terminal rodoviário localizado na cidade de Estância, no Estado de Sergipe, no Brasil.
É um dos principais terminais rodoviários do interior de Sergipe em fluxo.
Além das 5 plataformas onde embarcam os passageiros, a rodoviária possui em sua estrutura: 
- Guichê para compra de passagens
- Lanchonetes
- Sanitário

É operado pelas empresas: 
- Viação Águia Branca
- Rota Transportes
- Gontijo
- Viação Cidade Sol
- Progresso
- Expresso Guanabara
- Nova Itapemirim
- Catedral Turismo

Estância é interligada pelas rodovias BR 101 e Linha Verde e é por elas que os ônibus passam para acessar o terminal. A rodoviária possui horário direto para a capital de Sergipe e da Bahia. O terminal está situado na Avenida Santa Cruz, no Centro de Estância, e faz o atendimento das linhas de ônibus estaduais e interestaduais.